# 皮娅·斯克日绍夫斯卡
皮娅·斯克日绍夫斯卡（波蘭語：Pia Skrzyszowska，2001年4月20日—），波兰女子田径运动员，2022年欧洲田径锦标赛女子100米栏金牌得主和女子4×100米接力银牌得主、2024年世界室内田径锦标赛女子60米栏铜牌得主。